# Diaphorolepis
Diaphorolepis is een geslacht van slangen uit de familie toornslangachtigen (Colubridae) en de onderfamilie Dipsadinae.

## Naam en indeling
Er zijn twee soorten, de wetenschappelijke naam van de groep werd voor het eerst voorgesteld door Giorgio Jan in 1863.

### Soorten
Het geslacht omvat de volgende soorten, met de auteur en het verspreidingsgebied.
| Naam                  | Auteur       | Verspreidingsgebied       |
| --------------------- | ------------ | ------------------------- |
| Diaphorolepis laevis  | Werner, 1923 | Colombia                  |
| Diaphorolepis wagneri | Jan, 1863    | Panama, Ecuador, Colombia |

## Verspreiding en habitat
De soorten komen voor in delen van Zuid-Amerika en leven in de landen Colombia, Ecuador en Panama. De habitat bestaat uit vochtige tropische en subtropische berg- en laaglandbossen.

## Beschermingsstatus
Door de internationale natuurbeschermingsorganisatie IUCN is aan beide soorten een beschermingsstatus toegewezen. Een soort wordt gezien als 'veilig' (Least Concern of LC) en een soort als 'onzeker' (Data Deficient of DD).